# Cevat Seyit
Cevat Seyit (* 17. Juli 1906 in Istanbul; † 23. November 1945) war ein türkischer Fußballspieler. Durch seine langjährige Tätigkeit für Fenerbahçe Istanbul und als Eigengewächs wird er stark mit diesem Verein assoziiert und von Vereins- und Fanseiten als eine der wichtigen Persönlichkeiten der Vereinsgeschichte betrachtet.

## Spielerkarriere

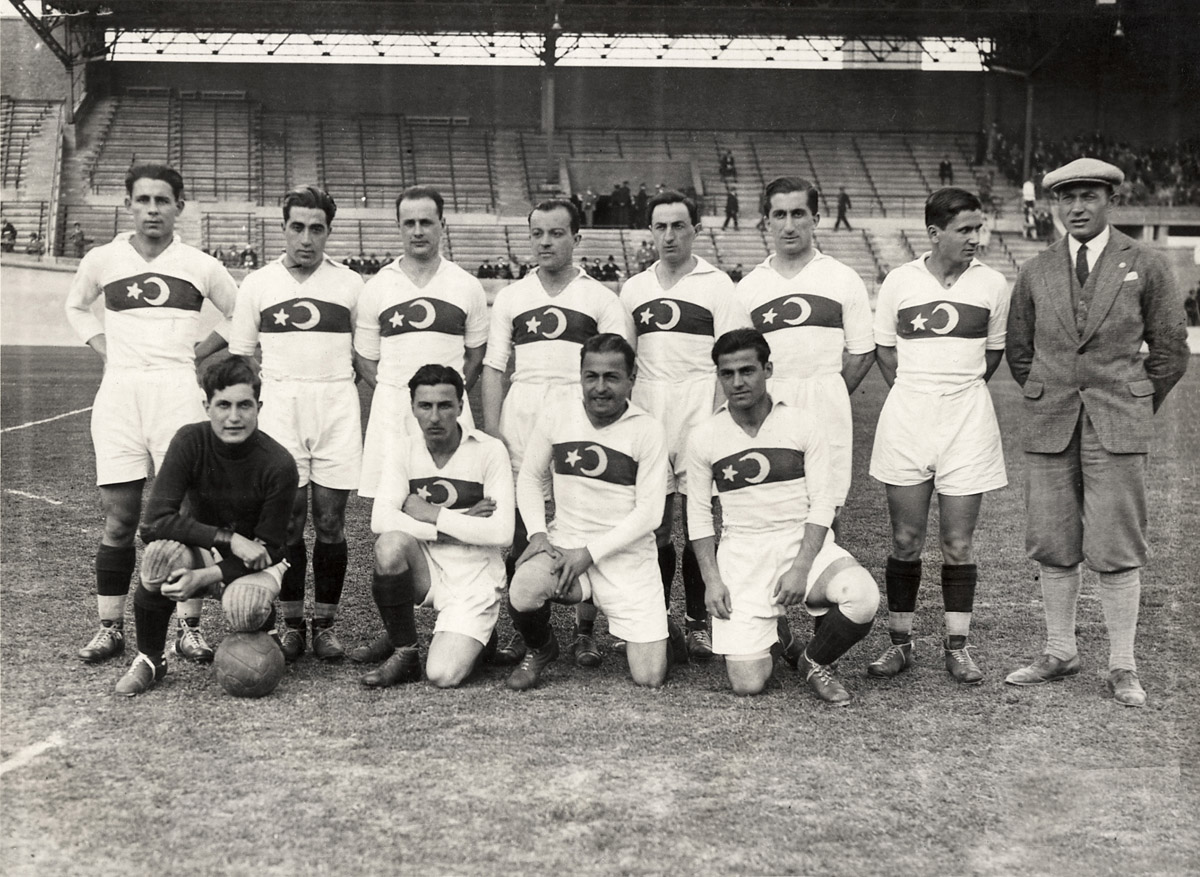
Die Türkische Fußballnationalmannschaft bei den Olympischen Sommerspielen 1928, von rechts nach links: Hintere Reihe – Burhan Atak, Kadri Göktulga, İsmet Uluğ, Alaattin Baydar, Zeki Rıza Sporel, Nihat Bekdik, Mehmet Leblebi, Béla Tóth
Vordere Reihe – Ulvi Yenal, Cevat Seyit, Bekir Refet, Muslihittin Peykoğlu.

### Verein
Seyit durchlief die Nachwuchsabteilung von Fenerbahçe Istanbul und wurde hier im Laufe der Saison 1926 in den Profikader aufgenommen. Er kam in dieser Spielzeit am 16. April 1926 in der Partie der İstanbul Ligi (dt. Istanbuler Liga) gegen Harbiye SK zum Einsatz und gab damit sein Profidebüt. Da damals in der Türkei keine landesübergreifende Profiliga existierte, existierten stattdessen in den Ballungszentren wie Istanbul, Ankara und Izmir regionale Ligen, von denen die İstanbul Ligi (auch İstanbul Futbol Ligi genannt) als die Renommierteste galt. Im weiteren Saisonverlauf kam Seyit zu drei weiteren Ligaeinsätzen und verfehlte mit seinem Team die Istanbuler Meisterschaft gegen den Erzrivalen Galatasaray Istanbul.
Nachfolgend war Seyit bis Mitte der 1930er Jahre ein fester Bestandteil der Mannschaft. Nachdem er mit seinem Team die Istanbuler Meisterschaft der Spielzeiten 1929/30 und 1932/33 holen konnte, gehörte er auch zu jener Fenerbahçe-Mannschaft, die in den Spielzeiten 1934/35, 1935/36 und 1936/37 drei Mal aufeinanderfolgend Istanbuler Meister werden konnte. Damit zog Fenerbahçe mit den Erzrivalen Galatasaray gleich, welcher als erster Verein drei aufeinander folgende Meisterschaften erreichte. Er war auch Teil jener Fenerbahçe-Mannschaft, die in der Saison 1937 aus der Millî Küme als Sieger hervorging, einer Art Meisterschaftsturnier, an der die Mannschaften der drei Großstädte Istanbul, Ankara und Izmir teilnahmen.
Nach diesem erfolgreichen drei Spielzeiten beendete er 1937 im Alter von 31 Jahren seine Karriere.

### Nationalmannschaft
Seyit begann seine Nationalmannschaftskarriere 1927 mit einem Einsatz für die türkische Nationalmannschaft im Testspiel gegen die bulgarische  Nationalmannschaft. Bis zum Frühling 1932 absolvierte er fünf weitere Partien.
Mit der Türkischen Auswahl nahm Seyit an den Olympischen Sommerspielen 1928 teil.

## Erfolge
Mit Fenerbahçe Istanbul
- Meister der İstanbul Futbol Ligi: 1929/30, 1932/33, 1934/35, 1935/36, 1936/37
- Meister der Millî Küme: 1937

Mit der Türkischen Nationalmannschaft
- Teilnahme an den Olympischen Sommerspielen: 1928